# Joe Ranft
Joseph Henry Ranft (Pasadena, California; 13 de marzo de 1960 - Condado de Mendocino, California; 16 de agosto de 2005) fue un guionista, animador, dibujante de guiones gráficos y actor de voz estadounidense. Trabajó como actor de voz para las compañías Disney y Pixar. Su hermano Jerome Ranft es un escultor que también ha trabajado en varias películas de Pixar.

## Biografía
Ranft nació en Pasadena, California, pero creció en Whittier, California. Pasó la mayor parte de su juventud practicando magia y tocando el acordeón. A los 15 años, se hizo miembro del Castillo Mágico Junior. Después de graduarse en la preparatoria Monte Vista de Whittier, en 1978, Ranft comenzó a estudiar programación de animación en el Instituto de las Artes de California. Dos años después, su cortometraje de estudiante Good Humor atrajo la atención de los ejecutivos de animación de Disney, quienes le ofrecieron trabajo.

## Carrera
Durante sus primeros cinco años con Disney, Ranft trabajó en una serie de proyectos para televisión que nunca se hicieron. Más tarde en su carrera, Disney lo llevó hasta el departamento de Animación de funciones, donde su mentor fue Eric Larson. Ranft dijo después de la formación en el marco de Disney: "Él siempre me recuerda sólo las cosas fundamentales que tienden a olvidar. Usted sabe como, la animación es tan compleja, ¿Cuántos dibujos hay ahí? Y cosas así, pero Eric siempre vuelve a lo mismo; ¿Qué es lo que el público percibe?". Alrededor de este tiempo, estudió y comenzó a realizar improvisación con el grupo The Groundlings. Se quedó con Disney durante toda la década de 1980, haciendo historia en el trabajo de animación, en proyectos como El Rey León y La bella y la bestia.
Ranft se reunió con John Lasseter, a quien ya había conocido previamente en el Instituto de las Arte de California durante los últimos años de los 70, y así fue como se incorporó a Pixar. Trabajó en el del desarrollo de todos los largometrajes de Pixar, como guionista y actor de voz, siendo Cars su última película, ya que murió antes de que se estrenara. 
En la película Monsters, Inc. había un monstruo que llevaba su nombre (J.J. Ranft), como la mayoría de los demás monstruos de la película de Pixar, quienes también fueron nombrados con nombres de gente relacionada con Pixar. 
En el DVD de Cars, Ranft puede ser visto en una entrevista sobre la película.
Ranft ha puesto voz en todos los largometrajes de Pixar que se hicieron mientras estaba vivo. Estas son las películas y sus personajes:
- Toy Story - Lenny, el prismático
- Bichos, una aventura en miniatura - Heimlich, la oruga
- Toy Story 2 - Wheezy, el pingüino (en diálogos; en las canciones le puso voz Robert Goulet)
- Monsters, Inc. - Voces adicionales
- Buscando a Nemo - Jacques, el camarón; Bill y el padre de Tad
- Los Increíbles - Voces adicionales
- Cars - Rojo, el camión de bomberos y Peterbilt

Fue guionista en la película de 1987 La tostadora valiente y prestó su voz a Elmo Saint Peters, el vendedor de aparatos. Sus autores favoritos eran Kurt Vonnegut, Hunter S. Thompson y Tom Wolfe.

## Fallecimiento
El 16 de agosto de 2005 Ranft perdió la vida cuando su coche se estrelló a través de un guardarraíl en la Autopista 1 y cayó en el Océano Pacífico en el Condado de Mendocino, California. Tenía 45 años. Le sobreviven su esposa, Susan, y sus hijos, Jordan y Sophia. Ranft falleció durante la producción de Cars, la cual codirigió con su amigo John Lasseter. La película está dedicada a su memoria, al igual que la cinta de Tim Burton Corpse Bride, de la que Ranft fue productor ejecutivo. El director Henry Selick lo recordó como "un grande en la historia de nuestra generación".

## Filmografía
| Año  | Título                                                | Papel                                                               | Notas                                                                |
| ---- | ----------------------------------------------------- | ------------------------------------------------------------------- | -------------------------------------------------------------------- |
| 1987 | La tostadora valiente                                 | Voz de Elmo St. Peters, guion e historia, director de animación     |                                                                      |
| 1988 | ¿Quién engañó a Roger Rabbit?                         | Artista de guion gráfico, artista de storysteck, animación          |                                                                      |
| 1988 | Oliver y su pandilla                                  | Artista de historia                                                 |                                                                      |
| 1989 | La sirenita                                           | Artista de storysketch, animación                                   |                                                                      |
| 1990 | Cartoon All-Stars to the rescue                       | Voces adicionales                                                   |                                                                      |
| 1990 | The Rescuers Down Under                               | Animación, supervisor de guion                                      |                                                                      |
| 1991 | La bella y la bestia                                  | Historia y proporcionó varios dibujos animados                      |                                                                      |
| 1992 | Aladdín                                               | Historia y proporcionó varios dibujos animados                      |                                                                      |
| 1993 | The Nightmare Before Christmas                        | Supervisor de storyboard, voz de Igor                               |                                                                      |
| 1994 | El rey león                                           | Historia                                                            |                                                                      |
| 1995 | Toy Story                                             | Voz de Lenny, el prismático, historia y supervisor de guion gráfico |                                                                      |
| 1996 | James and the Giant Peach                             | Supervisor de storyboard                                            |                                                                      |
| 1997 | Geri's Game                                           | Agradecimientos especiales                                          | Cortometraje                                                         |
| 1997 | La tostadora valiente al rescate                      | Historia y proporcionó varios dibujos animados                      |                                                                      |
| 1998 | La tostadora valiente va a Marte                      | Historia y proporcionó varios dibujos animados                      |                                                                      |
| 1998 | A Night at the Roxbury                                | Voz de the hottie dancer                                            |                                                                      |
| 1998 | Bichos, una aventura en miniatura                     | Heimlich, la oruga, Supervisor de 'storyboard, Voces adicionales    |                                                                      |
| 1999 | El gigante de hierro                                  | Additional Story Material                                           |                                                                      |
| 1999 | Toy Story 2                                           | Voz de Wheezy, Material adicional a la historia                     |                                                                      |
| 1999 | Fantasía 2000                                         | Arte adicional: historia                                            |                                                                      |
| 2000 | For The Birds                                         | Agradecimientos especiales                                          | Cortometraje                                                         |
| 2000 | Buzz Lightyear, Comando Estelar: La aventura comienza | Voz de Wheezy, Basada en los personajes                             |                                                                      |
| 2000 | The Emperor's New Groove                              | Special Thanks to Joe Ranft                                         |                                                                      |
| 2001 | Monkeybone                                            | Conejo StreetSquash                                                 |                                                                      |
| 2001 | Monsters, Inc.                                        | Voz de Pete "Garras" Ward, historia                                 |                                                                      |
| 2002 | Mike's New Car                                        | Agradecimientos especiales                                          | Cortometraje                                                         |
| 2003 | Buscando a Nemo                                       | Voz de Jacques el camarón                                           |                                                                      |
| 2003 | Boundin'                                              | Agradecimientos especiales                                          | Cortometraje                                                         |
| 2003 | Looney Tunes: De nuevo en acción                      | Agente de policía (sin acreditar)                                   |                                                                      |
| 2004 | Los Increíbles                                        | Miembro de la multitud                                              |                                                                      |
| 2005 | Corpse Bride                                          | Productor ejecutivo                                                 | Película dedicada en su memoria                                      |
| 2005 | Valiant                                               | Voces adicionales                                                   | Película dedicada en su memoria                                      |
| 2006 | Cars                                                  | Codirector, guion, voz de Rojo y Peterbilt                          | Película dedicada en su memoria                                      |
| 2006 | Mater and the Ghostlight                              | Historia, Diseño de créditos finales                                | Película dedicada en su memoria                                      |
| 2007 | Ratatouille                                           | Miembro de la multitud                                              |                                                                      |
| 2007 | The Pixar Story                                       | El mismo                                                            | Documental; película dedicada en su memoria                          |
| 2009 | Waking Sleeping Beauty                                | El mismo                                                            | Documental; película dedicada en su memoria                          |
| 2010 | Coraline                                              | Hermano de mudanza #2                                               | Película dedicada en su memoria                                      |
| 2010 | Toy Story 3                                           | Miembro de la multitud                                              | Película dedicada en su memoria                                      |
| 2011 | Cars 2                                                | Miembro de la multitud                                              | Película dedicada en su memoria                                      |
| 2013 | Monsters University                                   | Miembro de la multitud                                              | Película dedicada en su memoria                                      |
| 2013 | Toy Story of Terror!                                  | Miembro de la multitud                                              | Película dedicada en su memoria; especial de televisión              |
| 2014 | Toy Story That Time Forgot                            | Miembro de la multitud                                              | Película dedicada en su memoria; especial de televisión              |
| 2017 | Cars 3                                                | Miembro de la multitud                                              | Película dedicada en su memoria                                      |
| 2017 | Coco                                                  | Miembro de la multitud                                              | Película dedicada en su memoria                                      |
| 2017 | Star Wars: Episodio VIII - Los últimos Jedi           | Voz de Darth Vader's PA                                             | Película dedicada en su memoria                                      |
| 2019 | Toy Story 4                                           | Miembro de la multitud                                              | Película dedicada en su memoria                                      |
| 2019 | Spies in Disguise                                     | Miembro de la multitud                                              | Película dedicada en su memoria                                      |
| 2020 | Onward                                                | Miembro de la multitud                                              | Película dedicada en su memoria                                      |
| 2020 | Soul                                                  | Miembro de la multitud                                              | Papel final; tribute to Joe Ranft en película dedicada en su memoria |
| 2022 | Turning Red                                           | Miembro de la multitud                                              | Película dedicada a su memoria                                       |
| 2022 | Lightyear                                             | Basada en los personajes                                            | Película dedicada a su memoria                                       |

## Premios y distinciones
Premios Óscar
| Año  | Categoría            | Película  | Resultado |
| ---- | -------------------- | --------- | --------- |
| 1996 | Mejor guion original | Toy Story | Nominado  |

## Ficha por actor de doblaje
callspacing="0" style="margin: 0.5em 0. 5em